# عبد الله المندوس
الدكتور عبد الله المندوس، المولود في أبوظبي في 16 نوفمبر 1966، هو الرئيس الحالي للمنظمة العالمية للأرصاد الجوية ومدير عام المركز الوطني للأرصاد. وتم انتخاب الدكتور عبد الله المندوس رئيساً للمنظمة العالمية للأرصاد الجوية لمدة أربع سنوات من 2023 حتى 2027 خلال أعمال الدورة الـ19 للمؤتمر العالمي للأرصاد الجوية الذي انعقد في مدينة جنيف بسويسرا في الفترة من 22 مايو حتى 2 يونيو 2023، بمشاركة 193 دولة وإقليم عضو في المنظمة.
ويشغل المندوس أيضاً منصب مدير عام المركز الوطني للأرصاد الذي يختص بتقديم خدمات ومعلومات الأرصاد الجوية والهندسة الزلزالية في دولة الإمارات العربية المتحدة.

## مسيرته المهنية
وبانتخابه رئيساً للمنظمة العالمية للأرصاد الجوية، أصبح الدكتور عبد الله المندوس أول خليجي وأول عربي من قارة آسيا يتولى هذا المنصب الرفيع، حيث تعهد بتكريس كل الجهود والإمكانات لمواجهة التحديات الناتجة عن التغير المناخي وقال:
"أتطلع إلى الدعم المستمر من كافة الأعضاء لاستكمال مسيرة جهود الرؤساء السابقين نحو إنشاء منظومة شاملة للإنذار المبكر لجميع سكان العالم، وتسريع أنشطة البحث العلمي، وضمان وصول جميع المجتمعات حول العالم إلى بيانات ومعلومات دقيقة حول حالة الطقس والمناخ."
وأضاف المندوس أنه سيسعى لتحقيق استراتيجية المنظمة الداعمة للأعضاء، من خلال العمل مع المرافق الوطنية للأرصاد الجوية وتوحيد جهودها نحو تعزيز قدرات الدول على مواجهة المخاطر المتعلقة بالطقس والمناخ، ورفع مستوى تقديم الخدمات، ودعم تبادل المعرفة وبناء القدرات بين جميع الدول الأعضاء، إضافة إلى زيادة الوعي بالعمل المتخصص التي تقوم به المنظمة.
وكانت وزارة الخارجية والتعاون الدولي في دولة الإمارات العربية المتحدة قد أعلنت سابقاً عن ترشيح الدكتور عبد الله المندوس لرئاسة المنظمة العالمية للأرصاد حيث صرحت الوزارة:
"في الوقت الذي يواجه فيه العالم تحديات متعددة بسبب تغير المناخ، يشكل ترشيح الدكتور عبد الله المندوس لرئاسة المنظمة، قراراً صائباً بالنظر إلى الخبرة المتميزة والكفاءة العالية التي أظهرها في قيادة العديد من المنظمات الوطنية والإقليمية والدولية المعنية بعلوم الطقس والمناخ، ما يجعله الخيار الأمثل لرئاسة المنظمة واستمرار دورها الحيوي في دعم التنمية المستدامة في جميع أنحاء العالم."
بصفته رئيساً للاتحاد الآسيوي للأرصاد الجوية سابقاً، واجه الدكتور عبد الله المندوس العديد من التحديات نظراً لاتساع مساحة الإقليم الثاني وتعدد الأحوال المناخية والجوية القاسية وتكرار الكوارث الطبيعية في المناطق ذات الكثافة السكانية العالية وهشاشة البنية التحتية، وتباين القدرات المادية والبشرية بين دول الإقليم.
وبعد توليه لهذا المنصب، أوضح المندوس أنه سيضع كل هذه التحديات نصب عينيه في فترة رئاسته للإقليم، مشيراً إلى أنه خلال رئاسته لإقليم آسيا للأربع سنوات المقبلة، سيتم التركيز على تطوير العلاقة بين الأرصاد الجوية والجمهور، وإنشاء شبكة لمديري الأرصاد في إقليم آسيا بما يضمن التواصل المباشر فيما بيهم.
وفي هذا الإطار، وجه المندوس بإنشاء منصتين متخصصتين للاتصال بين أعضاء للاتحاد الآسيوي للأرصاد الجوية وهما منصة http://www.ra2.asia/ ومنصة دول مجلس التعاون الخليجي تحت عنوان http://www.gccmet.net/#radar/radar_sat وتم استضافتهما في المركز الوطني للأرصاد في دولة الإمارات.
كرئيس للاتحاد الآسيوي للأرصاد الجوية، ترأس المندوس العديد من دورات الاتحاد وقام بتوجيه وتنسيق أنشطته ومجموعات العمل التابعة له، فضلاً عن تقديم وجهة نظر الاتحاد إلى المنظمة العالمية للأرصاد الجوية ومجلسه التنفيذي بشأن التحديات والأولويات الإقليمية فيما يتعلق بتنفيذ أنشطة الأرصاد الجوية.

كما يشغل المندوس منصب المدير العام للمركز الوطني للأرصاد منذ 2008، والممثل الدائم لدولة الإمارات العربية المتحدة لدى المنظمة العالمية للأرصاد الجوية، والرئيس المنتخب للجنة الدائمة للأرصاد الجوية والمناخ في مجلس التعاون لدول الخليج العربية. وقطع المركز الوطني للأرصاد تحت قيادته أشواطاً واسعة في تطوير بنيته التحتية وتعزيز الشبكة الوطنية للأرصاد والزلازل. كما ساهم المندوس في تطوير نظام الرادار المتكامل للرصد لشبه الجزيرة العربية والإشراف على برنامج الإمارات لبحوث علوم الاستمطار، وهو مبادرة بحثية عالمية أطلقها سمو الشيخ منصور بن زايد آل نهيان، نائب رئيس الدولة نائب رئيس مجلس الوزراء وزير شؤون الرئاسة في دولة الإمارات العربية المتحدة في 2015 بهدف تشجيع وتعزيز التقدم العلمي والتقني في مجال الاستمطار.
وساهم المندوس أيضاً في بناء شبكة وطنية لمحطات الرصد الجوي الأوتوماتيكية، وشبكة وطنية للرصد الزلزالي، وقاعدة بيانات مناخية للرصد الجوي، إضافة إلى تطوير برامج التنبؤات العددية وبرنامج محاكاة الطقس العالي الدقة لدولة الإمارات، ووضع الهيكل التنظيمي واللوائح المنظمة للمركز الوطني للأرصاد. كما حاز على جائزة أفضل مدير تنفيذي على مستوى الشرق الأوسط في 2007.
وفي أبريل 2021 تم اختياره من قبل المنظمة العالمية للأرصاد الجوية ضمن فريق خبراء تعديل الطقس التابع لها، والذي يضم عدداً من الخبراء الدوليين، ويهدف إلى تعزيز الممارسات العلمية في أبحاث تعديل الطقس.
كما أشرف المندوس على تطوير القبة العلمية رباعية الأبعاد الذي أطلقه المركز الوطني للأرصاد في يوليو 2021 وتستخدم أحدث التقنيات والمؤثرات الخاصة ونظام الإسقاط بتقنية 6K لتعريف الجمهور بمعلومات الأرصاد الجوية والمناخية والجيوفيزيائية بشكل مبتكر.
وقبل توليه لمنصبه الحالي، تدرج المندوس العديد من المناصب القيادية في العديد من الجهات والدوائر الحكومية المعنية بالرصد الجوي والزلزالي وإدارة المصادر المائية، من بينها قسم الأرصاد الجوية التابع للقوات المسلحة وإدارة دراسات مصادر المياه التابعة لمكتب الشيخ زايد بن سلطان آل نهيان، والمشروع الوطني لبرنامج الأمم المتحدة الإنمائي، وإدارة مشروع استمطار السحب في دولة الإمارات وغيرها.

## عضوياته
يشغل المندوس عضوية مجالس إدارة العديد من الجهات المحلية والإقليمية والدولية، ويقدم المشورة بشأن المواضيع المتعلقة بالأرصاد والتنبؤات الجوية، وإدارة المصادر المائية، وإدارة الأزمات، وغيرها. ومن بين أبرز هذه الجهات:
- المجلس التنفيذي للمنظمة العالمية للأرصاد الجوية التابعة للأمم المتحدة
- مجلس إدارة المركز الوطني للأرصاد التابع لوزارة شؤون الرئاسة
- عضو لجنة إدارة الأزمات والطوارئ
- عضو هيئة الطيران الاتحادي المدني في دولة الإمارات العربية المتحدة
- عضو مجلس علوم وتكنولوجيا المياه لدول الخليج
- عضو المجلس الاستشاري لكلية العلوم بجامعة الإمارات العربية المتحدة

## دراساته
درس المندوس علم الأرصاد الجوية في جامعة سانت لويس بالولايات المتحدة الأمريكية وحصل على درجة البكالوريوس في الأرصاد الجوية عام 1989. ثم تابع دراساته العليا ونال درجة الماجستير في الأرصاد الجوية عام 2005 من جامعة ويتواترسراند في جنوب أفريقيا. وفي عام 2012، حصل المندوس على دكتوراه في الأرصاد الجوية من جامعة بلغراد في صربيا.

## الجوائز والتكريمات
- جائزة الإمارات التقديرية من سمو الشيخ منصور بن زايد آل نهيان تقديراً لجهوده في تحسين خدمات الطقس والمناخ في دولة الإمارات
- وسام تحرير الكويت من أمير الكويت
- شهادة تقدير من المركز الوطني لأبحاث الغلاف الجوي في الولايات المتحدة لبرنامج الاستمطار في دولة الإمارات
- جائزة الشرق الأوسط التنفيذية للقيادة التنفيذية العليا

## اهتماماته
- الكتابة عن أحدث التطورات في مجال الأرصاد الجوية وتعديل الطقس وأبحاث الاستمطار وأبحاث الأرصاد الجوية والهيدرولوجية
- سباحة

## حياته الشخصية
ولد المندوس في أبوظبي في دولة الإمارات عام 1966، ولديه ولدان وثلاث بنات، ويتحدث اللغتين العربية والإنجليزية بطلاقة.